# Orica GreenEDGE/2014
Deze pagina geeft een overzicht van de Orica GreenEDGE-wielerploeg in 2014.  

## Algemeen
Sponsors: Orica
Algemeen manager: Shayne Bannan
Teammanager: Matthew White
Ploegleiders: Matteo Algeri, Lorenzo Lapage, David McPartland, Neil Stephens, Matthew Wilson, Julian Dean
Fietsen: Scott Sports
Kleding: Santini SMS
Kopmannen: Ivan Santaromita, Simon Gerrans, Sam Bewley

## Renners
| Naam                        | Geboortedatum | Nationaliteit       | Ploeg 2013                       |
| --------------------------- | ------------- | ------------------- | -------------------------------- |
| Michael Albasini            | 20-12-1980    | Zwitserland         |                                  |
| Sam Bewley                  | 22-07-1987    | Nieuw-Zeeland       |                                  |
| Esteban Chaves              | 17-01-1990    | Colombia            | Colombia                         |
| Simon Clarke                | 18-07-1986    | Australië           |                                  |
| Mitchell Docker             | 02-10-1986    | Australië           |                                  |
| Luke Durbridge              | 09-04-1991    | Australië           |                                  |
| Caleb Ewan (vanaf 01/08)    | 11-07-1994    | Australië           |                                  |
| Simon Gerrans               | 16-05-1980    | Australië           |                                  |
| Matthew Goss                | 05-11-1986    | Australië           |                                  |
| Mathew Hayman               | 20-04-1978    | Australië           | Sky ProCycling                   |
| Michael Hepburn             | 17-08-1991    | Australië           |                                  |
| Leigh Howard                | 18-10-1989    | Australië           |                                  |
| Damien Howson               | 13-08-1992    | Australië           | Stage                            |
| Daryl Impey                 | 06-12-1984    | Zuid-Afrika         |                                  |
| Jens Keukeleire             | 23-11-1988    | België              |                                  |
| Aidis Kruopis               | 26-10-1986    | Litouwen            |                                  |
| Brett Lancaster             | 15-11-1979    | Australië           |                                  |
| Michael Matthews            | 26-09-1990    | Australië           |                                  |
| Christian Meier             | 21-02-1985    | Canada              |                                  |
| Cameron Meyer               | 11-01-1988    | Australië           |                                  |
| Jens Mouris                 | 12-03-1980    | Nederland           |                                  |
| Ivan Santaromita            | 30-04-1984    | Italië              | BMC Racing Team                  |
| Nino Schurter (vanaf 18/04) | 13-03-1986    | Zwitserland         | Scott-Swisspower MTB Racing Team |
| Svein Tuft                  | 09-05-1977    | Canada              |                                  |
| Pieter Weening              | 05-04-1981    | Nederland           |                                  |
| Adam Yates                  | 07-08-1992    | Verenigd Koninkrijk | Neo                              |
| Simon Yates                 | 07-08-1992    | Verenigd Koninkrijk | Neo                              |
| Stagiairs                   |               |                     |                                  |
| Magnus Cort                 | 16-01-1993    | Denemarken          |                                  |

### Vertrokken
| Uitgaand             | Team 2014           |
| -------------------- | ------------------- |
| Wesley Sulzberger    | Drapac Cycling      |
| Travis Meyer         | Drapac Cycling      |
| Sebastian Langeveld  | Team Garmin-Sharp   |
| Daniel Teklehaimanot | MTN-Qhubeka         |
| Fumiyuki Beppu       | Trek Factory Racing |
| Allan Davis          | Gestopt             |
| Tomas Vaitkus        | Gestopt             |
| Baden Cooke          | Gestopt             |
| Stuart O'Grady       | Gestopt             |

## Belangrijke overwinningen
Australisch kampioenschap
Tijdrit, Elite: Michael Hepburn
Wegrit, Elite: Simon Gerrans
Tour Down Under
1e etappe: Simon Gerrans
Eindklassement: Simon Gerrans
Puntenklassement: Simon Gerrans
Zuid-Afrikaans kampioenschap
Tijdrit, Elite: Daryl Impey
Herald Sun Tour
2e etappe: Simon Clarke
Eindklassement: Simon Clarke
Ronde van Qatar
3e etappe: Michael Hepburn
Oceanisch kampioenschap
Wegrit, Elite: Luke Durbridge
Ronde van Langkawi
Puntenklassement: Aidis Kruopis
Ronde van La Rioja
Winnaar: Michael Matthews
Ronde van het Baskenland
3e etappe: Michael Matthews
Luik-Bastenaken-Luik
Winnaar: Simon Gerrans
Ronde van Turkije
6e etappe: Adam Yates
Eindklassement: Adam Yates
Ronde van Romandië
1e etappe: Michael Albasini
2e etappe: Michael Albasini
4e etappe: Michael Albasini
Ronde van Italië
1e etappe (TTT): Ivan Santaromita, Svein Tuft, Cameron Meyer, Brett Lancaster, Luke Durbridge, Pieter Weening, Mitchell Docker, Michael Matthews, Michael Hepburn
6e etappe: Michael Matthews
9e etappe: Pieter Weening
Ronde van Californië
6e etappe: Esteban Chaves
Ronde van Beieren
3e etappe: Daryl Impey
Bergklassement: Christian Meier
Ronde van Zwitserland
2e etappe: Cameron Meyer
8e etappe: Esteban Chaves
Ronde van Slovenië
1e etappe (ITT): Michael Matthews
Puntenklassement: Michael Matthews
Jongerenklassement: Simon Yates
Canadees kampioenschap
Wegrit: Svein Tuft
Tijdrit: Svein Tuft
GP Industria & Artigianato-Larciano
Winnaar: Adam Yates
Ronde van Toscane
Winnaar: Pieter Weening
Ronde van Spanje
3e etappe: Michael Matthews
Ronde van Alberta
5e etappe: Daryl Impey
Eindklassement: Daryl Impey
Grote Prijs van Quebec
Winnaar: Simon Gerrans
Grote Prijs van Montreal
Winnaar: Simon Gerrans
Ronde van de Drie Valleien
Winnaar: Michael Albasini
Mannen: 2012 · 2013 · 2014 · 2015 · 2016 · 2017 · 2018 · 2019 · 2020 · 2021 · 2022 · 2023 · 2024  · 2025
Vrouwen: 2012 · 2013 · 2014 · 2015 · 2016 · 2017 · 2018 · 2019 · 2020 · 2021 · 2022 · 2023 · 2024 · 2025
AG2R-La Mondiale · Astana · Belkin Pro Cycling · BMC Racing Team · Cannondale Pro Cycling Team · Team Europcar · FDJ · Garmin Sharp · Giant-Shimano · Katjoesja · Lampre-Merida · Lotto-Belisol · Team Movistar · Omega Pharma-Quick-Step · Orica-GreenEdge · Team Sky · Tinkoff-Saxo · Trek Factory Racing